# Johann Friedrich Dryander

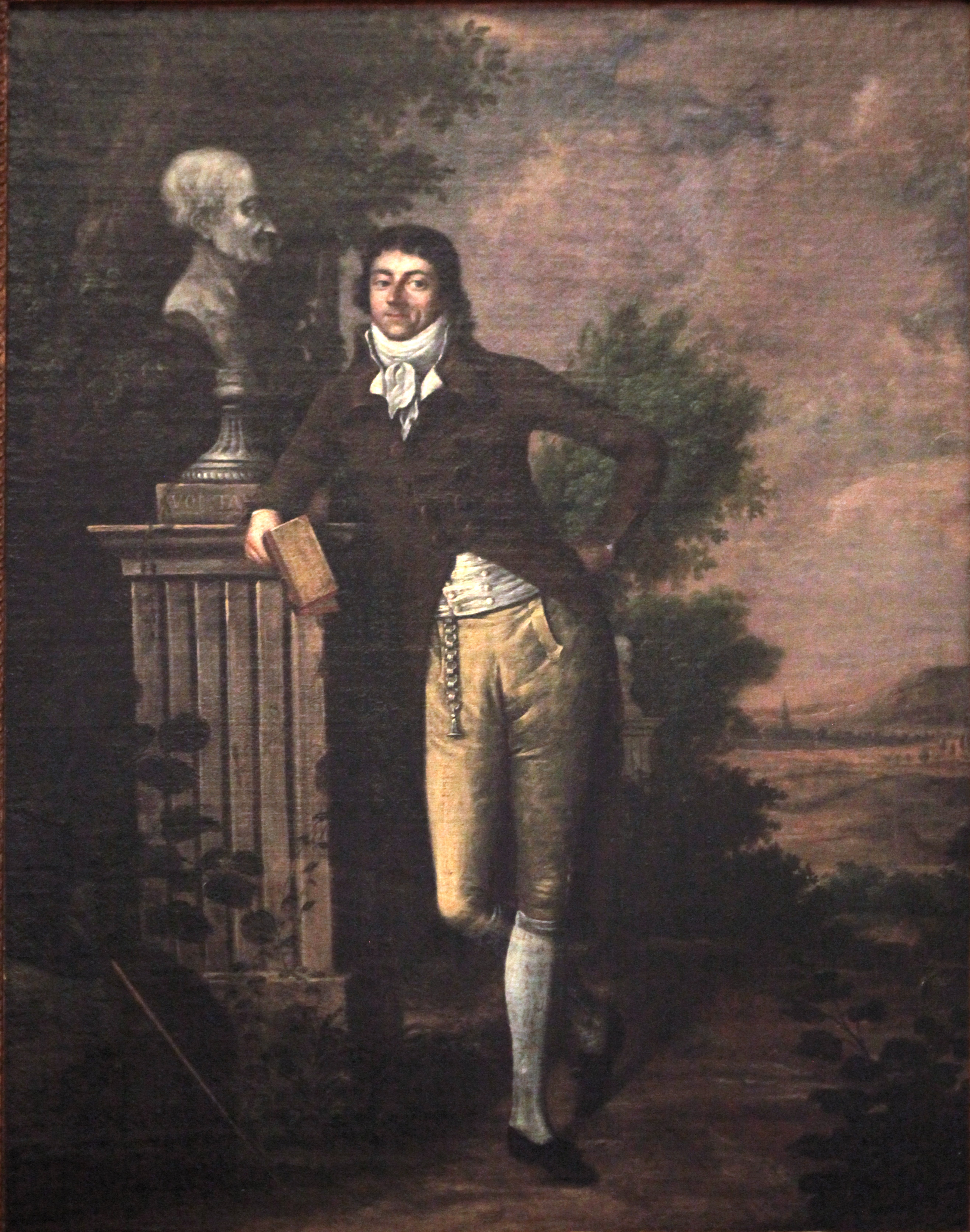
Johann Friedrich Dryander: Porträt von Dominique Joseph Garat, Öl auf Leinwand, Saarbrücken 1794, (Musée de la Révolution française).

Johann Friedrich Dryander (* 23. April 1756 in St. Johann, jetzt Saarbrücken; † 12. März 1812 ebenda) war ein deutscher Maler.

## Leben
Dryander wurde 1756 als Sohn des Posamentenmachers Johann Georg Dryander und dessen Frau Catharina Margaretha geboren. Von 1772 bis 1774 war Dryander wie der gleichaltrige Johann Heinrich Schmidt Lehrling des Hofmalers Johann Jakob Samhammer. 1774 zog er mit seinem Lehrer nach Darmstadt. Ab 1778 war Dryander Wandermaler an verschiedenen Höfen in Südhessen, bevor er 1788 Hofmaler am Hofe des Fürsten von Nassau-Saarbrücken in Saarbrücken wurde. Dryander war als Hofmaler vor allem Porträtmaler der besseren Gesellschaft am Hofe und malte neben Fürst Ludwig und seiner Familie auch das gehobene Bürgertum der Stadt. 1789 heiratete er die 24-jährige Catharina Elisabetha Zix. Aus der Ehe gingen zwei Töchter und ein Sohn hervor.
Als die Fürsten von Nassau-Saarbrücken 1793 als Folge der Französischen Revolution ins Exil fliehen mussten, porträtierte Dryander vor allem französische Offiziere. 1795 kam er nach Metz und erkrankte dort an Fleckfieber. 1798 und 1799 lebte er in Frankfurt am Main, bevor er sich erneut in Saarbrücken niederließ.
Seine Werke befinden sich heute im Musée historique Lorrain in Nancy, im Musée des Beaux-arts in Rouen, im Saarlandmuseum in Saarbrücken und im Musée de la Révolution française in Schloss Vizille.